# Towarzystwo Filaretów (Gdańsk)
Towarzystwo Filaretów – tajna polska młodzieżowa organizacja patriotyczna.

## Historia
Organizacja została założona w 1916 w Gdańsku przez Stefana Miraua i Alfa Liczmańskiego. Jej członkowie odbywali ćwiczenia wojskowe w lasach oliwskich, przygotowując się do walki zbrojnej o niepodległość Polski.
Po zakończeniu I wojny światowej członkowie Towarzystwa postanowili przekształcić swą organizację w zalążek polskiego harcerstwa w Gdańsku. W 1920 sześciu Filaretów z Gdańska: Witold Kopczyński, Alf Liczmański, Stefan Mirau, Mieczysław Tejkowski, Aleksander Witkowski i Jerzy Żuralski - wzięło udział w obozie harcerskim, zorganizowanym przez harcerzy warszawskich. Na obozie zdobyli stopień młodzika i złożyli przyrzeczenie harcerskie, a po powrocie założyli w czerwcu 1920 pierwszą męską drużynę harcerską im. Zygmunta Augusta, której drużynowym został Stefan Mirau.